# Зимова варта (Marvel Comics)
Зимова варта (англ. Winter Guard) — вигадана команда супергероїв-росіян з коміксів американського видавництва Marvel Comics.
Зимова варта описана як "російська відповідь Месникам". Більшість членів команди у минулому брали участь в інших об'єднаннях, таких як Радянські Супер-Солдати, Народний Протекторат. На відміну від цих команд, Зимова варта не протистояла зарубіжним супергероям, а була державним підрозділом, що боровся з загрозами для Росії і часто співпрацював з колегами з-за кордону.
Також команда має резервних членів, які в екстрений момент прийдуть на заміну Темній Зірці, Багряному Динамо або Червоного вартового, цієї особливості немає у більшості інших суперкоманд всесвіту Marvel.

## Історія публікацій
Зимова варта вперше була представлена у коміксі Iron Man, а саме у дев'ятому випуску третього тому. Команду придумав письменник Курт Б'юсік. Пізніше персонажі з'явилися ще у кількох випусках цієї серії та у Avengers, над яким тоді теж працював Б'юсік.
Далі російська супергеройська команда з'являлась нечасто у всесвіті Marvel, поки Джеф Леб не зосередив на них увагу у своєму Hulk #1. Незабаром Зимова варта фігурувала у різних випусках коміксів She-Hulk та War Machine: Weapon of SHIELD.
Девід Галлахер знову представив команду в Hulk: Winter Guard у рамках Marvel Digital Comic (онлайн-комікс), а пізніше був випущений як повноцінний друкований комікс. Галлахер повернувся до написання історій про Зимову варту у 2010 році, створивши лімітовану серію Darkstar and the Winter Guard, що складалась з трьох випусків.

## Вигадана історія
Зимова варта вперше з'явилась у Iron Man vol.3, #8, де протистояла Месникам у рамках сюжетних ліній «Максимальна безпека» та «Війна Канга».
Розслідуючи вбивство Огиди, Док Самсон, Жінка-Галк і Громовержець Росс стикаються з відновленою Зимовою вартою, що складалася з Великої Ведмедиці, Червоного вартового, Темної Зірки та Багряного Динамо. Коли Жінка-Галк помічає, що Темна Зірка і Червоний вартовий ідентифікуються мертвими, Залізна людина каже, що їх замінили нові люди. Невідомо, чи й інші учасники команди теж були замінені.
Російська команда об'єдналася з Бойовою машиною для боротьби зі скруллами. Згодом вони з'явились під час зустрічі з Жінкою-Галком і Леді Визволительками, а пізніше з Присутністю та Ігорем Дренковим. Ця версія варти використовує занедбаний космічний корабель раси Жахливих Примар як свою базу.
Шторм називає Зимову варту можливим підкріпленням, коли Рейчел Саммерс проводить розслідування у Мандрипурі.
Команда була знищена Нульовою Гарматою — зброєю суперлиходійського об'єднання Інтелігенція. Пізніше виявилось, що їм вдалося вижити.
Під час сюжетної лінії «Монстри на волі» Зимова варта обороняла Москву від різного роду чудовиськ.
Нова Зимова варта складається з Великої Ведмедиці, Багряного Динамо, Червоного вартового, Темної Зірки, Востока, Перуна, Чорнобога та Червоної вдови.

## Члени команди

### Дійсний склад
- Велика Ведмедиця — мутант, здатний перетворюватися на людиноподібного ведмедя.
- Багряне Динамо V (Дмитро Бухарин) — російський аналог броні Залізної людини.
- Темна Зірка — Лаянія Петровна, мутант, що черпає силу з виміру Темної Сили.
- Червоний вартовий — Микола Криленко, тепер відомий як Авангард.[13] Є братом Темної Зірки і мутантом, який вміє відбивати енергію назад у бік нападника.
- Восток — радянський робот-синтезоїд, запрограмований керувати іншими машинами. Також відомий як Супутник.
- Чорнобог — слов'янський бог хаосу і ночі.
- Перун — слов'янський бог грому та блискавок.
- Червона вдова — останній виходець Червоної кімнати та програми Чорних вдів. Ім'я героїні залишається невідомим.

### Колишні учасники
- Темна Зірка II (Олександра Рорич) — рудоволоса героїня, що недовгий час заміняла Лаянію Петровну на посту Темної Зірки, перейнявши її сили.
- Темна Зірка III (Ріна Станціофф) — була вбита Жахливими Примарами.
- Сталевий вартовий — російський колега Капітана Америка. Справжнє ім'я — Йосиф Петкус (четвертий Червоний Страж, але під час участі у Зимовій варті використовував псевдонім Сталевий вартовий).
- Фантазма — чарівниця та ілюзіоніст. Також відома як Фантазія.
- Наплив Сили — гігант, що живиться ядерною енергією. Пожертвував собою, щоб знищити російського суперлиходія Присутність.
- Сибірський кіт — мутант з котячими здібностями.
- Багряне Динамо XIII (Галина Немировська) — була названа одним з кращих керівників броні Динамо.[14]

## Колекційні видання
| Назва                         | Зібраний матеріал                                                             | Рік виходу | ISBN           |
| ----------------------------- | ----------------------------------------------------------------------------- | ---------- | -------------- |
| Darkstar and the Winter Guard | Darkstar and the Winter Guard #1–3; Hulk: Winter Guard #1; X-Men Unlimited #2 | 2010       | 978-0785148678 |

## Альтернативні версії
- У другому випуску міні-серії коміксів Avengers: Earth's Mightiest Heroes (заснована на однойменному мультсеріалі) з'являється своя версія Зимової варти. Уряд Швейцарії просить Месників заарештувати Багряного Динамо, але переслідуючи його вони також зустрічаються з цією командою. Вона складається з Авангарда, Темної Зірки, Великої Ведмедиці та Титанічної людини.
- У всесвіті коміксу X-Men '92 Зимова варта називається Народний Протекторат і складається з Великої Ведмедиці, Червоного Омега, Темної Зірки, Востока та Червоного вартового. Син Дракули, Янус, перетворив їх на вампірів, але у підсумку вони були врятовані і вилікувані.[15]

## Поза коміксів

### Мультсеріали
- Зимова варта фігурує в епізоді Secret Avengers мультсеріалу «Месники: Загальний збір». Учасниками команди виступили Червоний вартовий, Темна Зірка, Багряне Динамо, Велика Ведмедиця і Радіоактивна людина (Ігор Станчек). Багряне Динамо отримав ключ до капсули з ув'язненим Радіоактивною людиною і повинен був ухилятися від Капітана Америки та його союзників, щоб зустрітися з Зимовою вартою. Під час сутички обоє помічають, що будівля, у якій вони знаходились почала дестабілізуватися, що могло призвести до вибуху і знищення околишнього селища. Дві команди об'єдналися, а Динамо і Сокіл звільнили Радіоактивну людину, який розчинив цю будівлю. Сокіл називає Зимову варту групою лиходіїв, яка допомагала врятувати людей. Пізніше Червоний вартовий каже Капітанові Америка, що вони супергерої Росії та працюють на Центральне командування (російські колеги Щ.И.Т.).

### Відеоігри
- Команда згадується в сюжетній кампанії Marvel: Ultimate Alliance 2. Після інциденту в Ваканді Залізна людина і Капітан Америка проводять брифінг, під час якого повідомляють, що Зимова варта провалилась у Пустоту.
- Учасники Зимової варти з'являються як іграбельні персонажі у відеогрі Lego Marvel Super Heroes 2.